# Rhophitulus flavitarsis
Rhophitulus flavitarsis är en biart som först beskrevs av Schlindwein och Jesus Santiago Moure 1998.  Rhophitulus flavitarsis ingår i släktet Rhophitulus och familjen grävbin. Inga underarter finns listade i Catalogue of Life.